# Almas (Tocantins)
Almas is een gemeente in de Braziliaanse deelstaat Tocantins. De gemeente telt 7.605 inwoners (schatting 2009).